# Ревине
Ревине је насеље у Италији у округу Тревизо, региону Венето.
Према процени из 2011. у насељу је живело 1164 становника. Насеље се налази на надморској висини од 1088 м.